# Tajvani álszajkó
A tajvani álszajkó (Garrulax taewanus) a madarak osztályának verébalakúak (Passeriformes) rendjébe és a Leiothrichidae családjába tartozó faj.

## Rendszerezése
A fajt Robert Swinhoe angol ornitológus írta le 1859-ben. Egyes szervezetek a Leucodioptron nembe sorolják Leucodioptron taewanum néven.

## Előfordulása
Délkelet-Ázsiában, Tajvan területén honos. A természetes élőhelye a szubtrópusi vagy trópusi síkvidéki esőerdők. Állandó, nem vonuló faj.

## Megjelenése
Testhossza 21-24 centiméter.

## Életmódja
Rovarokkal és magvakkal táplálkozik.